# TELMAG

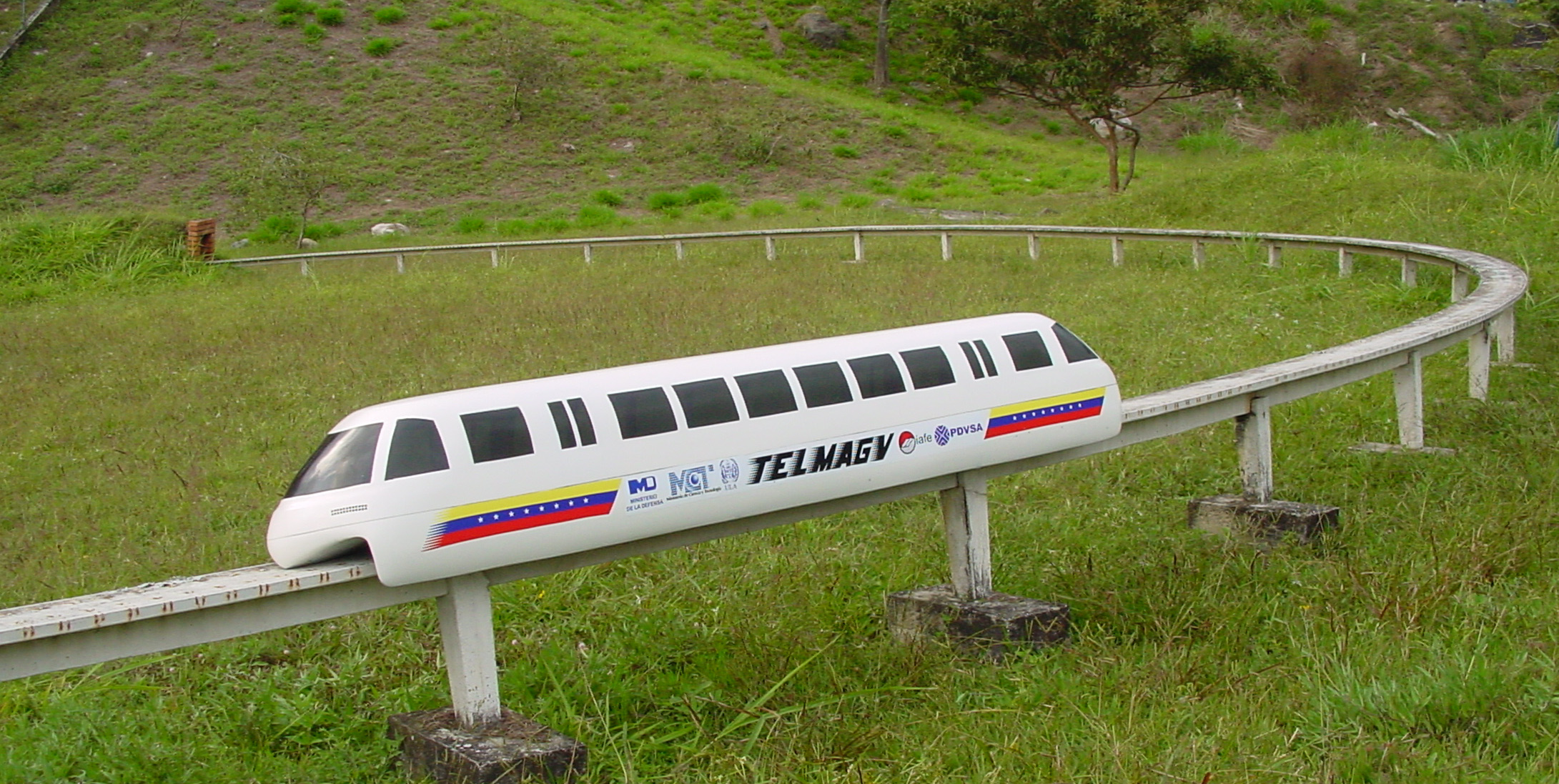
Prototipo de Tren Electromagnético

El Tren Electromagnético es un proyecto iniciado en el Instituto Venezolano de Investigaciones Científicas (IVIC) en el año 1967 y posteriormente desarrollado en la Universidad de Los Andes en Venezuela. El TELMAG es un sistema electromagnético de transporte masivo terrestre que no requiere de la fricción mecánica para su propulsión y guía como es el caso de los trenes convencionales. 

## Descripción
La idea fundamental de este sistema consiste en utilizar un motor Lineal de Reluctancia para su propulsión, guía y sustentación. Este motor utiliza las mismas fuerzas electromagnéticas que propulsan a los motores rotativos, sólo que en vez de utilizar una transmisión para aplicar el par a las ruedas, aplica estas fuerzas electromagnéticas directamente entre el vehículo y el riel, lo cual disminuye considerablemente la fricción y el desgaste mecánico. Además, el TELMAG no posee limitación en pendientes, ya que no requiere de una fricción rueda – riel para su propulsión.

## Historia del Proyecto
En el año 1967, tres investigadores del IVIC inspirados por la difícil topografía del país, iniciaron la búsqueda de un sistema de tracción más eficiente, que pudiese remontar fuertes pendientes, como por ejemplo las del tramo Caracas – La Guaira, que en una distancia de tan sólo 10km presenta un desnivel de 800m. Este tramo es de vital importancia para Venezuela debido a que en La Guaira se encuentran el principal puerto y el aeropuerto más importantes del país. 

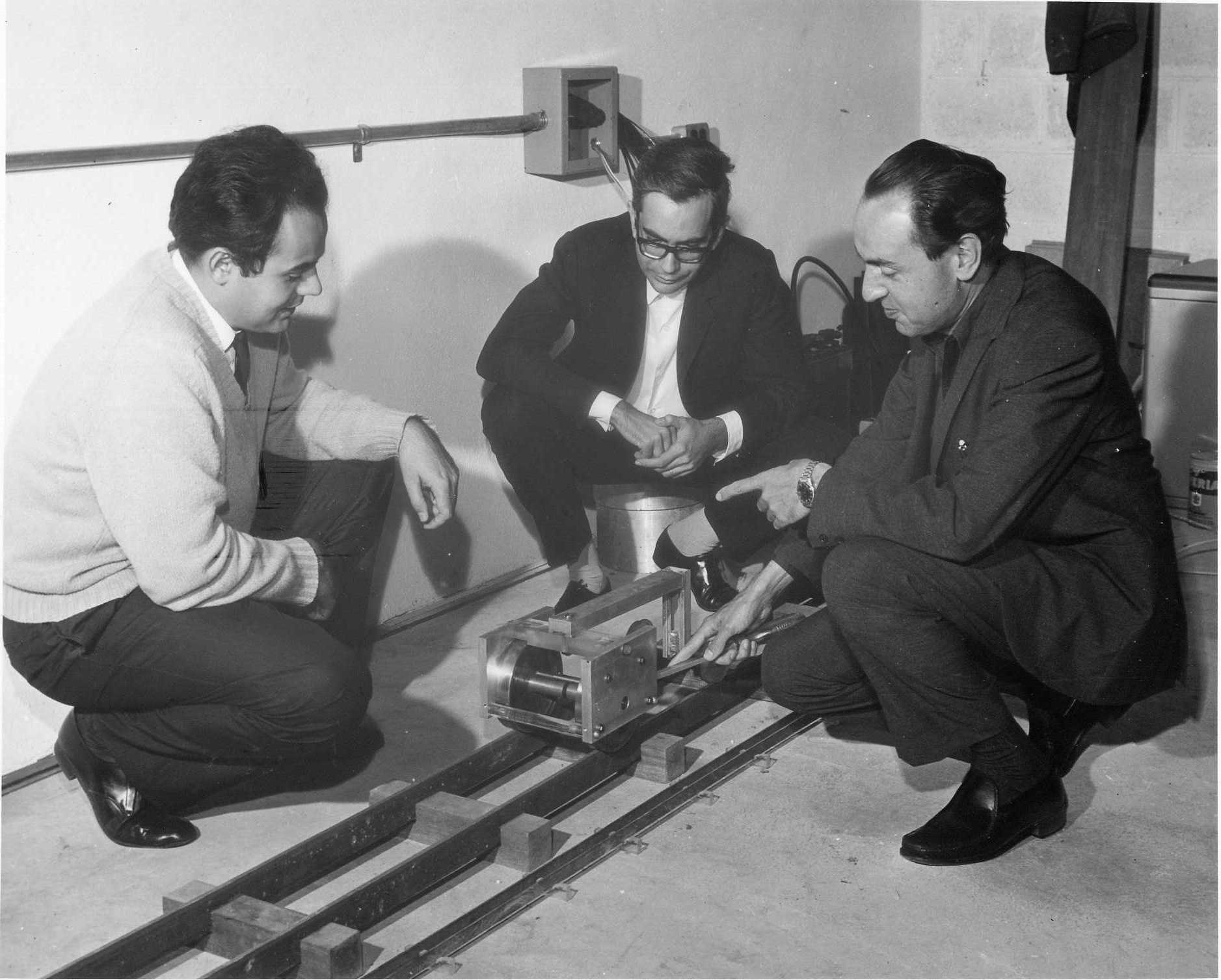
Máximo García Sucre, Alberto Serra Valls, Carlos Gago Bousquet

### Resumen de los prototipos a escala 1:10 del TELMAG
| Prototip 1  | Prototipo 1 (1971) |
| Prototip 1  | Esta primera versión fue desarrollada en el IVIC y consistió en un motor de reluctancia rotativo que interactuaba con una banda lineal ferromagnética. |
| Prototipo 2 | Prototipo 2 (1976 – 1980) |
| Prototipo 2 | Primer prototipo desarrollado en la Universidad de los Andes, se sustituyó el motor rotativo por el motor lineal. |
| Prototipo 3 | Prototipo 3 (1981 – 1984) |
| Prototipo 3 | En este prototipo se realizaron mejoras principalmente en el sistema de control. |
| ]           | Prototipo 4 (1985 - 1987) |
| ]           | Prototipo presentado en diversas exposiciones: INOVA 86, en CADAFE (1987) y al Presidente de la República (Jaime Lusinchi) y sus ministros en junio de 1987. Las características más importantes de este nuevo prototipo estaban representadas por el diseño de un chasis más rígido y liviano y de un controlador electrónico más sofisticado. |
| Prototipo 5 | Prototipo 5 (1988 - 1991) |
| Prototipo 5 | Luego de tres décadas de desarrollo se llegó al Prototipo 6. Diseñado y construido en la Universidad de Los Andes con la colaboración de profesores de la Facultad de Ingeniería. Además del desarrollo en el sistema de control (por microprocesadores) y el chasis del vehículo, se realizó un gran progreso en el diseño del riel. |
| Prototipo 6 | Prototipo 6 (1992 – 2005) |
| Prototipo 6 | Para este prototipo se realizaron grandes mejoras en el programa de control del Motor Lineal y se construyó una vía circular de 86 m de perímetro para pruebas a mayor velocidad. |
| Prototipo 7 | Prototipo 7 (2006 - 2007) |
| Prototipo 7 | A principios del año 2006, la Comandancia General del Ejército y posteriormente el Ministerio de la Defensa (Venezuela), dirigidos por el General en Jefe (Ej) Raúl Isaías Baduel, decidió respaldar este proyecto y proponer ante el Ejecutivo Nacional la construcción del tramo Caracas – La Guaira. En este prototipo se realizaron mejoras a nivel de los vehículos. La vía y el sistema de control fueron totalmente rediseñados. También se construyeron 2 carrocerías nuevas, una plataforma de carga y un vagón cisterna, con el fin de demostrar que el sistema además de servir como transporte de pasajeros, también puede trabajar como transporte de carga. Se realizó una presentación al entonces presidente de Venezuela, Hugo Rafael Chávez Frías, el 28 de diciembre de 2006 y a la Asamblea Nacional de Venezuela el 25 de abril de 2007. |

## Seguridad
Desde hace muchos años se ha demostrado que los Ferrocarriles son el sistema de transporte más seguro. Adicionalmente los sistemas electromagnéticos (al igual que el TELMAG) presentan una característica de diseño envolvente del motor sobre la vía, la cual imposibilita su descarrilamiento, haciéndolos aún más seguros que los sistemas convencionales.

## Beneficios Ambientales
Durante años, el ferrocarril ha sido el medio de transporte más favorable al medio ambiente, además de ayudar al crecimiento económico, debido a que las inversiones que se hacen en este tipo de transporte amplían y estimulan el desarrollo de nuevas tecnologías. En este sentido, y para superar los problemas de congestión y contaminación del medio ambiente, se deben buscar sistemas de transporte que cumplan con factores tales como: seguridad, confort, bajo consumo de energía y bajo impacto ambiental.
El Tren Electromagnético es uno de los sistemas más amigables con el ambiente, debido a que es un sistema totalmente eléctrico y no es directamente contaminante. Además, su vía elevada y su capacidad de subir fuertes pendientes garantizan un mínimo impacto ambiental, haciéndolo compatible con las frágiles e importantes ecologías, debido a que su intervención en el entorno es mucho menor que la de los sistemas convencionales. Igualmente, las emisiones electromagnéticas que genera cumple con los estándares internacionales.

## Rechazo
Desafortunadamente el proyecto fue cancelado en el 2008 debido a problemas presupuestarios.